# سیمون متئو
سیمون متئو (به انگلیسی: Simon Mathew) (زاده ۱۷ می ۱۹۸۴) خواننده و ترانه سرا دانمارکی است.
او در مسابقه آواز یوروویژن ۲۰۰۸ نماینده دانمارک بود.